# Peshwa

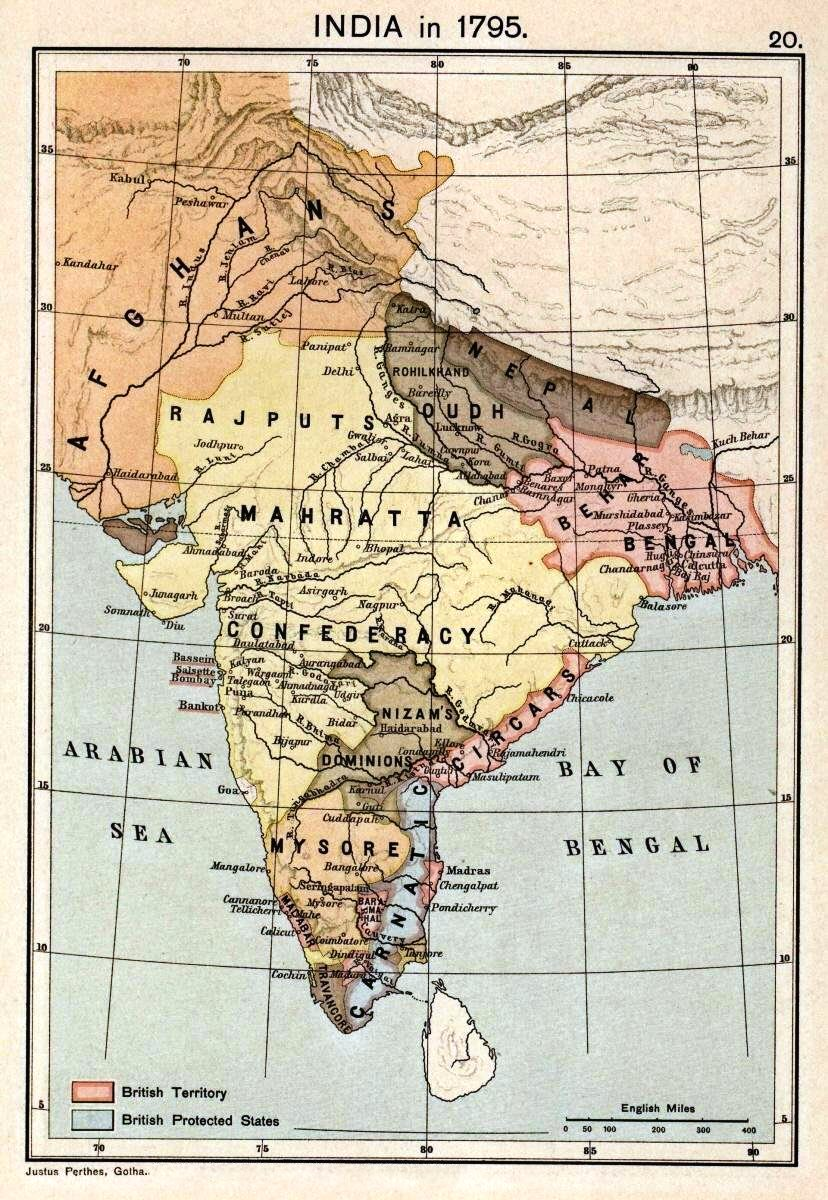
Extensión de la Confederación marata, 1795.

Un peshwa (del persa: پیشوا, pēshwā, "el primero, el líder") designaba al primer ministro del Imperio marata del subcontinente indio que existió desde 1679 hasta 1814. El cargo se convertirá rápidamente en hereditario y son los peshwas los que se convertirán en los auténticos gobernantes, invadiendo paulatinamente más zonas de poder del imperio.

## Historia
Originalmente, los peshwas sirvieron como subordinados del chhatrapati (el rey marata) y más tarde, bajo la familia Bhat, se convirtieron en los gobernantes de facto de la Confederación marata y los chhatrapati se convirtieron en gobernantes nominales. Durante los últimos años del imperio, los propios peshwas se redujeron a gobernantes titulares y permanecieron bajo la autoridad de los nobles maratas y la de la Compañía Británica de las Indias Orientales.
Todos los peshwas durante el gobierno de los chhatrapati Shivaji (r. c.1659–80), Sambhaji y Rajaram pertenecían a la comunidad de los brahmanes Deshastha.
El primer peshwa fue Moropant Pingle, que fue nombrado jefe del Ashta Pradhan (consejo de ocho ministros) por el chhatrapati Shivaji, el fundador del Imperio marata. Los peshwas inicialmente eran todos ministros que servían como oficiales principales del rey. Los últimos peshwas ocuparon el cargo administrativo más alto y también controlaron la confederación marata. Bajo la familia Bhat, los peshwas se convirtieron en administradores hereditarios de facto de la confederación. El peshwa más poderoso fue Baji Rao I (r. 1720-1740). Bajo la administración de los peshwas y con el apoyo de varios generales y diplomáticos clave, el Imperio marata alcanzó su cenit, gobernando las principales áreas de India. Los siguientes peshwas, líderes nominativos trajeron la autonomía y como consecuencia, más tarde, muchas provincias fueron controladas y administradas por los nobles maratas como Daulat Rao Sindhia de los Scindias y los Gaekwads o por la Compañía Británica de las Indias Orientales. Durante este período, la confederación marata llegaría a su final mediante su anexión formal al Imperio Británico en 1818.

### Ramchandra Pant Amatya (Bawadekar)
Ramchandra Pant Amatya recuperó muchas fortalezas de los mogoles entre 1690 y 1694, algunas en persona, y realizó personalmente técnicas de guerra de guerrillas. Cuando el chhatrapati Rajaram I huyó a Jinji en 1689, antes de partir de Maharashtra, le dio a Pant un estatus de rey "Hukumat panha". Ramchandra Pant supo manejar diferentes problemas en todo el estado, como la influencia mogola, la traición de los vatandares (jefes feudales) y la escasez de alimentos. Con su ayuda, Sachiv logró mantener una sólida posición económica en el estado de Marata.

## Ramchandra Pant Amatya (Bawadekar)
Ramchandra Pant Amatya recuperó muchas fortalezas de los mogoles entre 1690 y 1694, algunas en persona, y utilizó técnicas de guerra de guerrillas. Cuando el chhatrapati Rajaram I huyó a Jinji en 1689, antes de partir de Maharashtra, le dio a Pant un estatus de rey "Hukumat panha". Ramchandra Pant supo manejar diferentes problemas en todo el estado, como la influencia mogola, la traición de los vatandares (jefes feudales) y la escasez de alimentos. Con su ayuda, Sachiv logró mantener una sólida posición económica en el estado de Marata.

## Familia Bhat

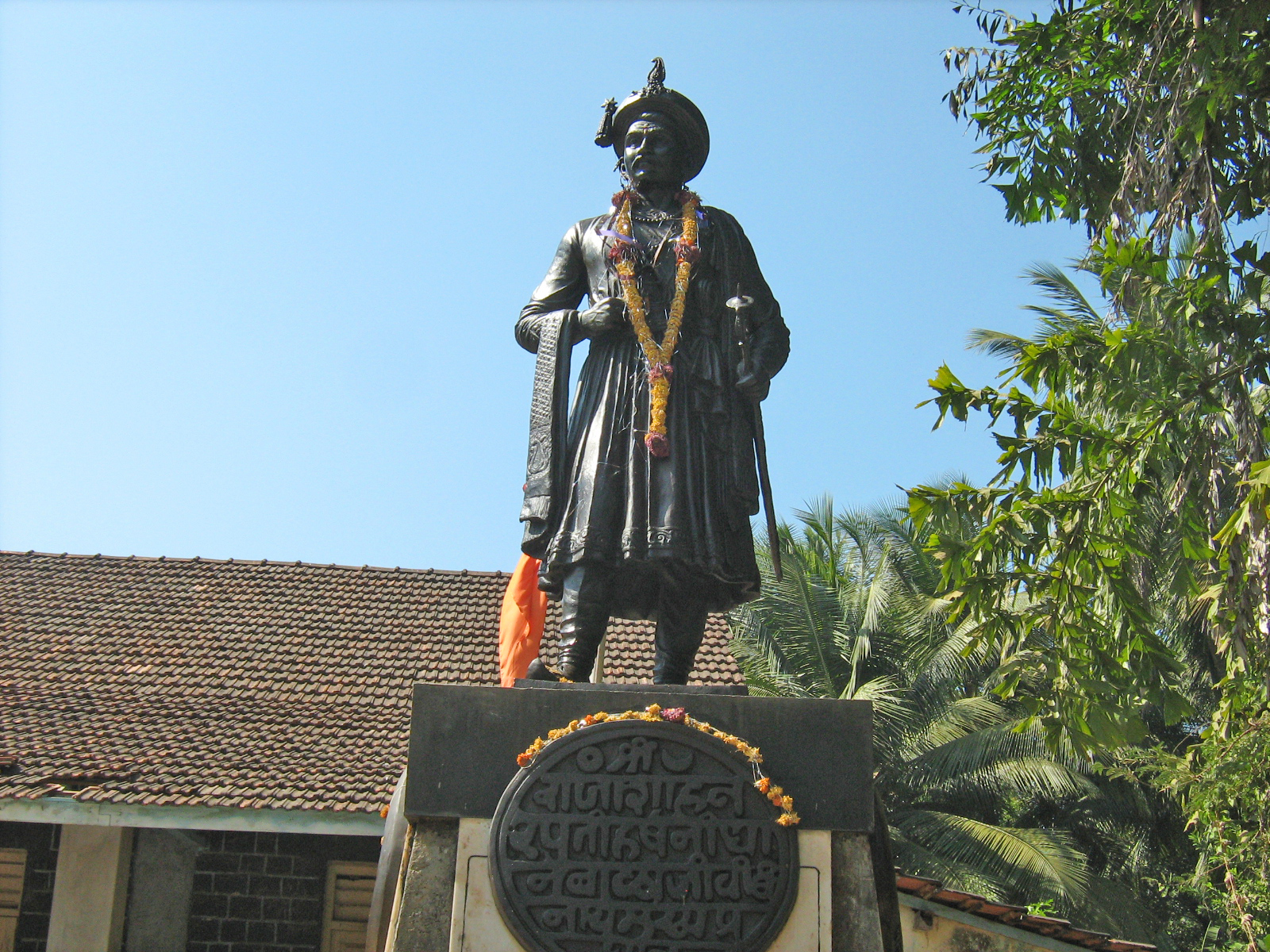
Estatua de peshwa Balaji Vishwanath en Shrivardhan.

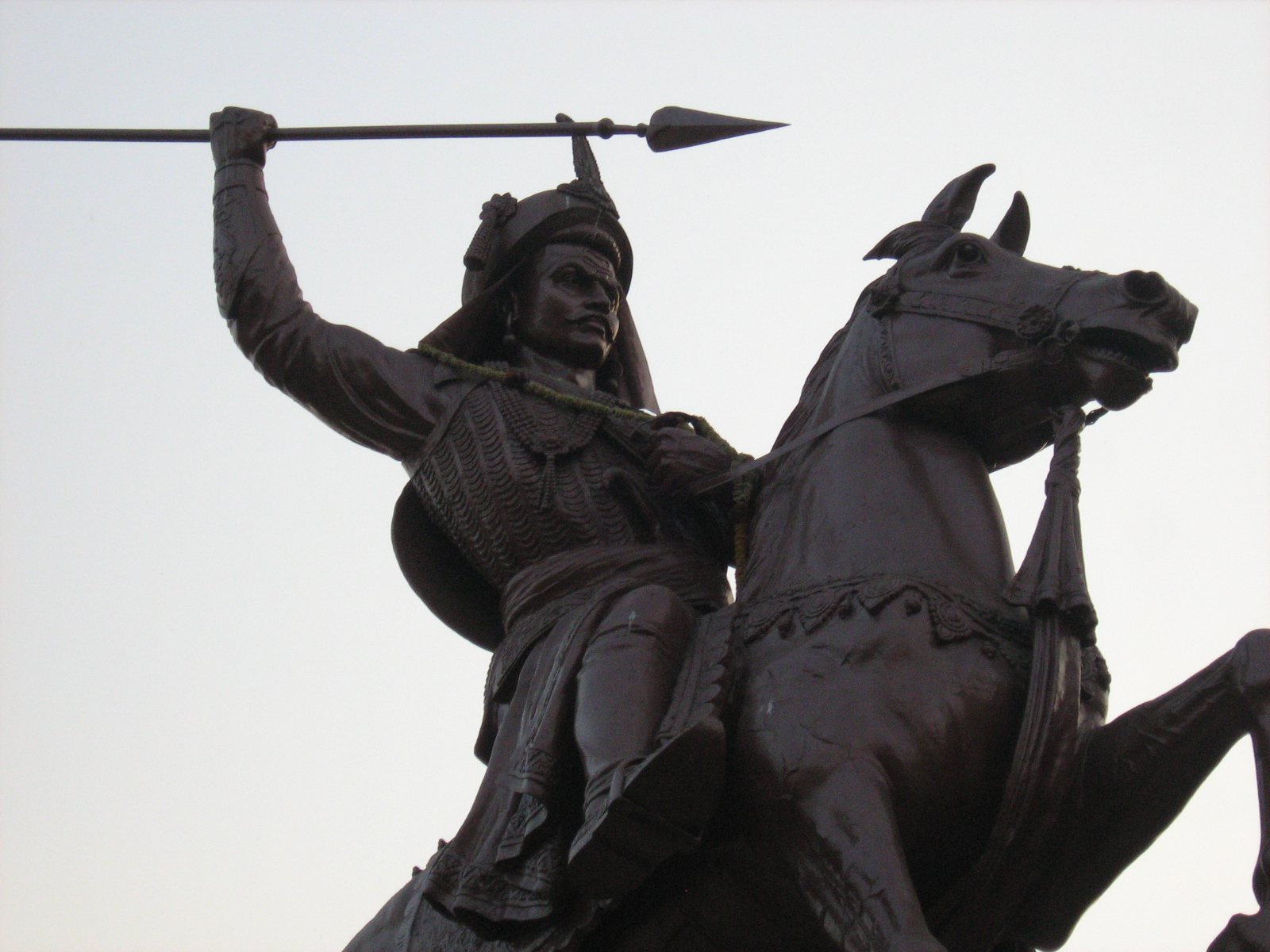
Peshwa H. H. Shrimant Bajirao Balaji (Ballal) (Bajirao I).

La guerra de sucesión de Maratha entre Tara Bai y Shahu resultó con la victoria de este último y la asunción del trono de Marata como chhatrapati. En 1713, Shahu designó a Balaji Vishwanath (Bhat) como peshwa. El nombramiento del hijo de Balaji, Baji Rao I, como peshwa en 1719 por Shahu hizo que el cargo fuera hereditario en la familia Bhat. Baji Rao demostró su lealtad controlando a los jefes feudales que querían independizarse del imperio marata. La rebelión del general Trimbak Rao Dabhade, el senapati (comandante en jefe), por los chauthai (impuestos) de Guyarat es un ejemplo de los problemas con los feudos de Marata. Los seguidores de Baji y Trimbak se enfrentaron en la batalla de Bilhapur el 1 de abril de 1731, y Trimbak murió. En agradecimiento, Shahu le dio a los peshwas y a la familia Bhat un control indiscutible sobre el Imperio marata. También nombró al hijo de Baji Rao como peshwa en 1740 y dio una fuerte autoridad a los peshwas para comandar a los ejércitos marata, respondiendo bien durante su reinado.
En el momento de su muerte en 1749, Shahu convirtió a los peshwas en sus sucesores bajo estas condiciones: los descendientes de Shivaji, que permanecieron como rajás titulares de Satara, fueron llamados swami (en maratí, 'verdadero dueño') por los peshwas que les reportaban, y oficialmente debían buscar orientación del rajá. Sin embargo, los peshwas también se convirtieron en jefes de Estado ceremoniales después de la batalla de Panipat y la muerte de Madhavrao I.

## Legado

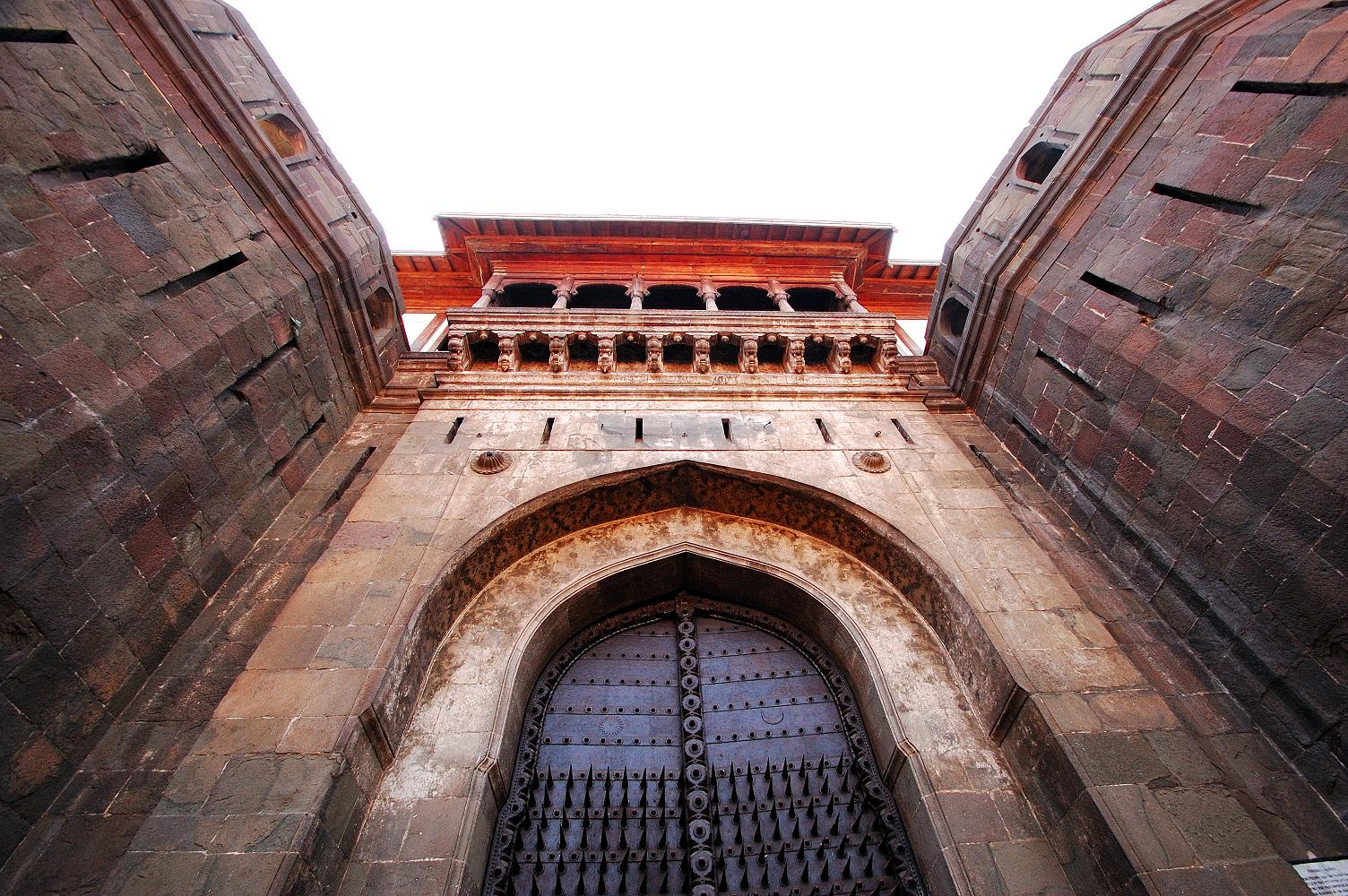
Puerta de Delhi de Shaniwar Wada, sede de los peshwas en Pune.

El primer peshwa en recibir el estatus de pantpradhan fue Ramchandra Pant Amatya Bawdekar en 1689 por el chhatrapati Rajaram. El primer peshwa de la familia Deshmukh (Bhat) fue Balaji Vishwanath (Bhat) Deshmukh. Fue sucedido como peshwa por su hijo Baji Rao I, quien nunca perdió una batalla. Baji Rao y su hijo, Balaji Baji Rao, supervisaron el período de mayor expansión de Marata, finalizado por la derrota de los maratas por un ejército afgano en la Tercera Batalla de Panipat en 1761. El último peshwa, Baji Rao II, fue derrotado por la Compañía Británica de las Indias Orientales en la Batalla de Khadki, que fue parte de la tercera guerra anglo-maratha (1817-1818). La tierra de los peshwa (Peshwai) fue anexionada a la provincia de Bombay de la Compañía Británica de las Indias Orientales, y el peshwa Bajirao II, fue retirado del poder a cambio de una pensión.

## Peshwas designados
| . | Nombre                      | Comienzo gobierno | Fin gobierno |
| - | --------------------------- | ----------------- | ------------ |
| 1 | Moropant Trimbak Pingle     | 1674              | 1683         |
| 2 | Nilakanth Moreshvar Pingale | 1683              | 1689         |
| 3 | Ramchandra Pant Amatya      | 1689              | 1708         |
| 4 | Bahiroji Pingale            | 1708              | 1711         |
| 5 | Parshuram Trimbak Kulkarni  | 1711              | 1713         |

## Peshwas hereditarios de la familia Bhat
| .  | Nombre                                     | Comienzo gobierno | Fin gobierno |
| -- | ------------------------------------------ | ----------------- | ------------ |
| 1  | Balaji Vishwanath (sexto Peshwa designado) | 1713              | 1720         |
| 2  | Baji Rao I                                 | 1720              | 1740         |
| 3  | Balaji Bajirao                             | 1740              | 1761         |
| 4  | Madhav-Rao I                               | 1761              | 1772         |
| 5  | Narayan-Rao                                | 1772              | 1773         |
| 6  | Raghunath-Rao                              | 1773              | 1774         |
| 7  | Madhav-Rao II                              | 1774              | 1796         |
| 8  | Baji Rao II                                | 1796              | 1802         |
| 9  | Amrut Rao                                  | 1802              | 1803         |
| 10 | Baji Rao II                                | 1803              | 1818         |
| 11 | Nana Sahib (pretendiente)                  | 1851              | 1857         |